# Pheidole gibba
Pheidole gibba är en myrart som beskrevs av Mayr 1887. Pheidole gibba ingår i släktet Pheidole och familjen myror. Inga underarter finns listade i Catalogue of Life.